# شيا
شيا (بالإنجليزية: Chia) هي منصة تعدين وعملة معماة، تعتمد على تقنية «سلسلة الكتل» وسعة تخزين الأقراص الثابتة في عملية استخلاص (تعدين) العملة، على عكس بيتكوين التي تستهلك طاقة المعالج أثناء تعدينها. تأسست شبكة شيا في عام 2017 من قبل المبرمج الأمريكي برام كوهين. وجمعت في مايو 2021 استثمارا بقيمة 61 مليون دولار.